# Alberto III di Baviera
Alberto III di Wittelsbach (Wolfratshausen, 27 marzo 1401 – Monaco di Baviera, 29 febbraio 1460) fu duca di Baviera dal 1438 fino alla sua morte.

## Biografia
Alberto nacque a Monaco da Ernesto di Baviera-Monaco ed Elisabetta Visconti.
Ancora in giovane età 1429 si sposò con Elisabetta, la figlia Eberardo III di Württemberg, ma ella lo tradì e sposò il conte di Werdenberg, che era stato uno dei paggi alla corte del padre.
Quando ancora ricopriva il ruolo di amministratore dei beni del padre, il duca Ernesto, nel ducato formale di Baviera-Straubing aveva sposato segretamente Agnes Bernauer, una cameriera di Augusta, nel 1432, ma suo padre si era dimostrato contrario a questo matrimonio. Nel 1435, quando Agnes viveva a Straubing, Ernesto diede ordine di ucciderla. Ella venne accusata di stregoneria e gettata nel Danubio, mentre Alberto si trovava a caccia. Quindi Alberto si alleò con Ludovico VII di Baviera-Ingolstadt contro il padre Ernesto.
Dopo la riconciliazione con il padre, sposò Anna di Braunschweig-Grubenhagen ed ebbe con lei tre figli.
Nel 1438 succedette al padre come duca di Baviera. Nel 1440 rifiutò l'offerta della corona di Boemia. All'estinzione dei duchi di Baviera-Ingolstadt rilevò il ducato dal cugino del proprio padre, Enrico XVI di Baviera-Landshut nel 1447.
Nel 1455 Alberto fondò il monastero benedettino di Andechs.
Morì a Monaco nel 1460 ed è sepolto ad Andechs.

## Matrimonio ed eredi
Alberto sposò prima Agnes, semplice cameriera, dalla quale non ebbe figli.
La seconda volta si sposò con Anna di Brunswick-Grubenhagen-Einbeck, dalla quale ebbe i seguenti figli che raggiunsero l'età adulta:
- Giovanni (1437–1463);
- Ernesto (1438–1460);
- Sigismondo (1439–1501);
- Margherita (1442–1479), sposò Federico I Gonzaga;
- Elisabetta (1443–1484), sposò Ernesto di Sassonia;
- Alberto (1447–1508), sposò Cunegonda d'Austria;
- Christoph (1449–1493);
- Wolfgang (1451–1514);
- Barbara (1454–1472), monaca a Monaco.

## Ascendenza
|                             |                  |                           | Genitori                     |  |  | Nonni |  |  | Bisnonni              |  |  | Trisnonni          |  |
|                             |                  |                           |                              |  |  |       |  |  | Stefano II di Baviera |  |  | Ludovico il Bavaro |  |
|                             |                  |                           |                              |  |  |       |  |  | Stefano II di Baviera |  |  | Ludovico il Bavaro |  |
|                             |                  | Beatrice di Slesia-Glogau |                              |  |  |       |  |  | Stefano II di Baviera |  |  |                    |  |
| Giovanni II di Baviera      |                  |                           |                              |  |  |       |  |  | Stefano II di Baviera |  |  |                    |  |
|                             |                  | Isabella d'Aragona        | Federico III d'Aragona       |  |  |       |  |  |                       |  |  |                    |  |
|                             |                  | Isabella d'Aragona        | Federico III d'Aragona       |  |  |       |  |  |                       |  |  |                    |  |
|                             |                  | Isabella d'Aragona        | Eleonora d'Angiò             |  |  |       |  |  |                       |  |  |                    |  |
| Ernesto di Baviera-Monaco   |                  | Isabella d'Aragona        |                              |  |  |       |  |  |                       |  |  |                    |  |
|                             |                  | Mainardo VI di Gorizia    | …                            |  |  |       |  |  |                       |  |  |                    |  |
|                             |                  | Mainardo VI di Gorizia    | …                            |  |  |       |  |  |                       |  |  |                    |  |
|                             |                  | Mainardo VI di Gorizia    | …                            |  |  |       |  |  |                       |  |  |                    |  |
| Caterina di Gorizia         |                  | Mainardo VI di Gorizia    |                              |  |  |       |  |  |                       |  |  |                    |  |
|                             |                  | Caterina di Pfannenberg   | …                            |  |  |       |  |  |                       |  |  |                    |  |
|                             |                  | Caterina di Pfannenberg   | …                            |  |  |       |  |  |                       |  |  |                    |  |
|                             |                  | Caterina di Pfannenberg   | …                            |  |  |       |  |  |                       |  |  |                    |  |
| Alberto III di Baviera      |                  | Caterina di Pfannenberg   |                              |  |  |       |  |  |                       |  |  |                    |  |
|                             | Stefano Visconti | Matteo I Visconti         |                              |  |  |       |  |  |                       |  |  |                    |  |
|                             | Stefano Visconti | Matteo I Visconti         |                              |  |  |       |  |  |                       |  |  |                    |  |
|                             | Stefano Visconti | Bonacossa Borri           |                              |  |  |       |  |  |                       |  |  |                    |  |
| Bernabò Visconti            | Stefano Visconti |                           |                              |  |  |       |  |  |                       |  |  |                    |  |
|                             |                  | Valentina Doria           | Bernabò Visconti di Sassello |  |  |       |  |  |                       |  |  |                    |  |
|                             |                  | Valentina Doria           | Bernabò Visconti di Sassello |  |  |       |  |  |                       |  |  |                    |  |
|                             |                  | Valentina Doria           | Eliana Fieschi               |  |  |       |  |  |                       |  |  |                    |  |
| Elisabetta Visconti         |                  | Valentina Doria           |                              |  |  |       |  |  |                       |  |  |                    |  |
|                             |                  | Mastino II della Scala    | Alboino della Scala          |  |  |       |  |  |                       |  |  |                    |  |
|                             |                  | Mastino II della Scala    | Alboino della Scala          |  |  |       |  |  |                       |  |  |                    |  |
|                             |                  | Mastino II della Scala    | Beatrice da Correggio        |  |  |       |  |  |                       |  |  |                    |  |
| Beatrice Regina della Scala |                  | Mastino II della Scala    |                              |  |  |       |  |  |                       |  |  |                    |  |
|                             |                  | Taddea da Carrara         | Jacopo I da Carrara          |  |  |       |  |  |                       |  |  |                    |  |
|                             |                  | Taddea da Carrara         | Jacopo I da Carrara          |  |  |       |  |  |                       |  |  |                    |  |
|                             |                  | Taddea da Carrara         | Elisabetta Gradenigo         |  |  |       |  |  |                       |  |  |                    |  |
|                             |                  | Taddea da Carrara         |                              |  |  |       |  |  |                       |  |  |                    |  |